# アヌアル・トゥハミ
アヌアル・モハメド・トゥハミ（Anuar Mohamed Tuhami  ,  1995年1月15日 - ）は、スペイン・セウタ出身のプロサッカー選手。モロッコ代表。レアル・バリャドリード所属。ポジションは、MF。

## 来歴
1995年にモロッコに面したスペイン領セウタで生まれる。2008年にレアル・バリャドリードのカンテラに入団し、2012年にBチームに昇格。2014-15シーズンにトップチームに昇格。2014年10月15日のコパ・デル・レイのジローナFC戦で、トップチーム初出場。以降Bチームとの二種登録選手としてBチームの主力選手として活躍。2017年11月10日には、2020年までの契約に合意した。
2017-18シーズン、バリャドリードはセグンダ・ディビシオンで5位に入り、昇格プレーオフで勝ち上がり、2013-14シーズン以来のプリメーラ・ディビシオンに復帰、2018-19シーズン開幕戦のジローナ戦で、リーガ初出場。2019年3月11日のレアル・マドリード戦で、リーガ初ゴールを決めた。